# ЛМ-57
ЛМ-57 — советский четырёхосный трамвайный вагон, производившийся на заводе ВАРЗ с 1957 по 1968 год. Внешний вид вагона разработан известным ленинградским архитектором, профессором Иосифом Ваксом, основателем школы ленинградского дизайна. Первый выпущенный вагон получил ампирную хромированную эмблему ВАРЗа и также хромированные молдинги. Последующие серийные вагоны были оформлены более скромно, но тем не менее получили у трамвайщиков неофициальное прозвище «Стиляга».
Трамваи ЛМ-57 работали в Ленинграде, Киеве, Ташкенте, Горьком, Магнитогорске, Казани, Саратове, Архангельске и Нижнем Тагиле. В 1983—1986 годах они были выведены из эксплуатации. В отличие от ЛМ-49, многие вагоны этого типа уже были на грани выработки ресурса, поскольку в начале 1960-х годов уже началась экономия на металле несущих конструкций вагона с целью увеличения их выпуска. По субъективному мнению значительного числа вагоновожатых, ЛМ-57 был самым красивым трамвайным вагоном, на котором им приходилось работать. Надёжность вагона в целом была достаточно высокой, хотя и уступала более простым по конструкции довоенным и первым послевоенным трамваям.

## История
Ввиду технического отставания выпускаемых в середине 1950-х годов ленинградским заводом ВАРЗ № 1 четырёхосных цельнометаллических вагонов не только от мировых аналогов, но и от перспективных рижских, конструкторами завода в 1956 году был предложен проект нового вагона для Ленинграда. Предлагалось применить косвенную систему управления с возможностью работы по системе многих единиц, тележки мостового типа и отказаться от пневматического оборудования, возложив его функции на электрические устройства.
В марте 1957 года было сформулировано техническое задание на проектирование трамвайного вагона ЛМ-57, которое отличалось от первоначального проекта. Решено было отказаться от сложного косвенного управления в пользу модернизации непосредственного. Отказ от пневматического оборудования также посчитали преждевременным, при этом ограничив область его применения и разделив на две магистрали: высокого и низкого давления.
Первый вагон был построен к 7 ноября 1957 года, после обкатки был передан в Киев, где благодаря нетипичному для тех лет широкому обзору с места вагоновожатого получил прозвище «Телевизор». Следующие пять опытных вагонов были изготовлены в 1958 году. По сложившейся ленинградской традиции вагоны получили нечётные номера пятитысячной серии. В 1959—1960 годах были выпущены ещё двадцать пять опытных вагонов.
С 1961 года вагоны ЛМ-57 начали выпускать серийно. Конструкция серийных вагонов претерпела заметные изменения в сравнении с опытной серией. В связи с широко развёрнутой кампанией по борьбе с архитектурными излишествами пришлось отказаться от хромированных элементов кузова. Фонарь маршрутного указателя спереди из круглого стал квадратным. Поворотные вокруг центральной оси форточки заменили на откидные. С 1962 вместо наклонных задних стоек стали делать прямые, а с 1963 вместо тяжёлых форточек с деревянными рамами стали устанавливать форточки с алюминиевыми рамами, при этом объединив форточку с окном. Позднее такие форточки устанавливали на вагоны, проходившие капитальный ремонт. Аналогичные окна при проведении капитальных ремонтов на лениградском ВаРЗе монтировались и на вагоны ЛМ-ЛП-49. В Горьком и Магнитогорске были проведены работы по модернизации системы управления вагонов с целью объединения двух вагонов в поезд, состоящий из моторных вагонов. При этом имеются сведения, что в Магнитогорске работало около десяти поездов ЛМ-57, в Горьком же ограничились сцеплением одного. На вагоне 5493 были проведены работы по установке и испытанию перспективной тиристорно-импульсной системы управления.
Кузов вагона 5210 был выполнен с изменёнными передней и задней площадками и торцевыми частями. Вагон получил обозначение ЛМ-67. На нём завод отрабатывал внешний вид перспективных вагонов. Торцы, согласно последней моде, сделали угловатыми, с увеличенными маршрутными указателями и большими блок-фарами. Принципиальных изменений в техническом устройстве вагона не было. В ходе эксплуатации блок-фары были заменены обычными, а указатели поворота выполнили круглыми и разместили над фарами по типу ЛМ-68М.
Производство ЛМ-57 было свёрнуто в 1969 году в пользу ЛМ-68. Всего было произведено 1038 вагонов: 711 поставлено в Ленинград, по 75 — в Горький и Ташкент, 70 — в Магнитогорск, 55 — в Нижний Тагил, 30 — в Саратов, 13 — в Архангельск и 9 — в Казань (позднее переданы в Магнитогорск). На сегодня сохранилось три вагона в качестве музейных экспонатов (один из них — двухкабинный — лаборатория контактной сети).

## Технические подробности
ЛМ-57 — односторонний четырёхосный трамвай для колеи 1524 мм. Его алюминиевый корпус смонтирован на несущей стальной раме, оснащённой двумя двухосными тележками мостового типа с одинарным подвешиванием колёсных пар. Корпус имеет три ширмовые двери (одну узкую трёхстворчатую в носовой оконечности и две четырёхстворчатые широкие в середине и корме) с пневмоприводом. Главная тормозная система тоже является пневматической. ЛМ-57 оснащён четырьмя тяговыми электродвигателями ДК-255 или ДК-257 мощностью 45 кВт каждый и способен развить скорость в 65 км/ч. Система управления током через тяговые двигатели непосредственная, главным её узлом является ручной многопозиционный контроллер МТ-30Д для коммутации пускотормозных сопротивлений. Изначально ЛМ-57 не имели низковольтной подсистемы, но впоследствии она была добавлена для внешней световой сигнализации. Вагон имеет 37 посадочных мест и способен перевозить 207 пассажиров с полной нагрузкой. Размеры ЛМ-57 составляют: 15 000 мм общая длина, 2550 мм ширина и 3080 мм высота; общая масса без пассажиров 18,5 тонн.
Вагон предназначен для сугубо одиночной работы. Сказалось то, что во второй половине 50-х в Ленинграде начало работать метро, и руководители отрасли посчитали тогда, что трамвайные поезда будут неактуальны. ЛМ-57 не имел ни прицепной модификации, ни возможности сцепления с другим аналогичным вагоном по системе многих единиц. Именно это обстоятельство послужило основанием для разработки на ВАРЗе нового вагона ЛМ-68 с косвенной системой управления током через тяговые двигатели, которая позволяла сцеплять два моторных вагона в поезд. В Горьком местные трамвайщики разработали дистанционный пневмопривод контроллера второго вагона ЛМ-57 в составе поезда, который дублировал движения руки водителя на контроллере ведущего вагона. Это устройство позволило успешно сцепить два ЛМ-57 в поезд по системе многих единиц, который исправно работал до выработки своего ресурса. Однако это начинание не получило продолжения ни в Горьком, ни где-либо ещё; построенный поезд из двух ЛМ-57 остался в единственном экземпляре.

## Сохранившиеся ЛМ-57
Два ЛМ-57 дошли до наших дней в почти неизменном виде в Санкт-Петербурге и Нижнем Новгороде. В музее электрического транспорта Санкт-Петербурга сохранился ходовой вагон за номером 5148. Прошел масштабную реставрацию в 1997 году к 90-летию петербургского трамвая. В Нижегородском музее трамваев — трамвай-памятник. Ещё один петербургский ЛМ-57 № 5422 ожидает восстановления.
Кроме того, в музее электрического транспорта Санкт-Петербурга есть служебный вагон — лаборатория контактной сети на базе ЛМ-57, а на территории трамвайного парка № 7 сохранялся сарай, сделанный из половинки 57-го. В 2014 году сарай был разрезан, а его части использованы как образец для создания вагона-реплики на базе ЛМ-68М.